# 越南共和國參議院
越南共和國參議院（越南语：／），通稱南越參議院，是越南第二共和國政體的立法機構──越南共和國國會的兩院之一，根據1967年憲法成立。

## 歷史
越南共和國國會在1955－63年和1967－75年兩個共和國有兩個不同時期。兩個共和國之間是軍方將領們領導的軍管時期，主要是軍人革命委員會、軍事委員會和國家領導委員會。在那段時期國會不活躍。吳廷琰執政時期國會只有一院，沒有分成兩院，直到1967年才有參議院。
1967－73年第一屆參議院有6個聯盟；每個聯盟10人，共有60位參議員。阮文玄當選參議院議長。

## 結構
參議院有60名議員，稱為「議士」（nghị sĩ），由民選產生，任期6年。每個聯盟都是10人，所以參議院是得票最多的6個聯盟。與依賴地方的眾議員不同，國會聯盟代表整個國家。參議院院址在西貢第二郡。這座建築在2000年被用作胡志明市證券交易所。
越南共和國解體前最後一屆參議院由兩個團體組成。一團屬於1970年當選任期，而另一團則屬於1973年當選任期，也就是說每3年參議院60個議席中的30個必須重選。參議院有11個常設委員會。
截至1974年，參議院有5個陣營：
1974年越南共和國參議院選區按陣營劃分
1. 民主陣營，22名議員，親政府
2. 統一陣營，17名議員
3. 百合陣營，8名議員，反政府
4. 蓮花陣營，7名議員，反政府
5. 未知陣營（獨立），6名議員